# 楠元香代子
楠元 香代子（くすもと かよこ、1954年 - ）は、日本の彫刻家。崇城大学名誉教授、鹿児島市立美術館第16代館長。日展会員、日本彫刻会会員。

## 経歴
鹿児島県霧島市出身（旧：国分市出身）。鹿児島県立国分高等学校で美術部に所属。鹿児島大学教育学部美術科で彫刻家の中村晋也に師事。学生時代に仲間と3人で鹿児島女流彫塑会を立ち上げ、毎年展覧会を開催する。1975年に日展初入選。1977年、日展新人選抜展出品。1979年、東京学芸大学大学院修士課程修了。高等学校や崇城大学などで後進を育成しながら彫刻制作を続け、日展などの公募展で精力的に作品を発表。1980年、白日会会員推挙。同年、日本彫刻会会員推挙。1991年、日展会員推挙。日本彫刻展審査員や日展審査員を歴任。2003年と2015年に中村晋也美術館にて個展開催。崇城大学芸術学部美術学科教授を務めた後、名誉教授の称号を授与される。また、2006年から2007年にはスリランカのケラニヤ大学客員教授も務めた。
崇城大学名誉教授となった数年後の2022年4月1日には鹿児島市立美術館第16代館長に就任。同館歴代16名の館長のうち美術家は5人目、彫刻家は初で、かつ初の女性館長。任期は1年ごとの更新となる。
作品に丹下ウメ胸像、林芙美子像（いずれも鹿児島市）など。

## 主な受賞歴
- 1974年、白日会展 若草賞[6]
- 1977年、鹿児島市春の新人賞[6]
- 1982年、第14回 日展 特選[3][6]
- 1983年、第15回 日展 特選[3][6]
- 1986年、鹿児島県芸術文化奨励賞[3][6]
- 1991年、白日会展 吉田賞[3][6]
- 2000年、第32回 日展 会員賞[3][6]
- 2002年、白日会展 長島美術館賞[6]
- 2016年、改組新第3回 日展 東京都知事賞[3]
- 2020年、改組新第7回 日展 内閣総理大臣賞（樹脂像「曙」）[1][4]
- 2021年、南日本文化賞[2]